# Arthropteris cameroonensis
Arthropteris cameroonensis là một loài dương xỉ trong họ Tectariaceae. Loài này được Arthur Hugh Garfit Alston mô tả khoa học đầu tiên năm 1939.